# Руська Кучава
Ру́ська Куча́ва — село в Україні, у Закарпатській області, Мукачівському районі.

## Історія
У 1800-х роках Елек Феньєш писав про поселення:
“Кучава, село з 160 греко-католиками, 5 жидів. Виноградники. Поміщик граф Шенборн.

## Храмсвятого Архангела Михаїла.

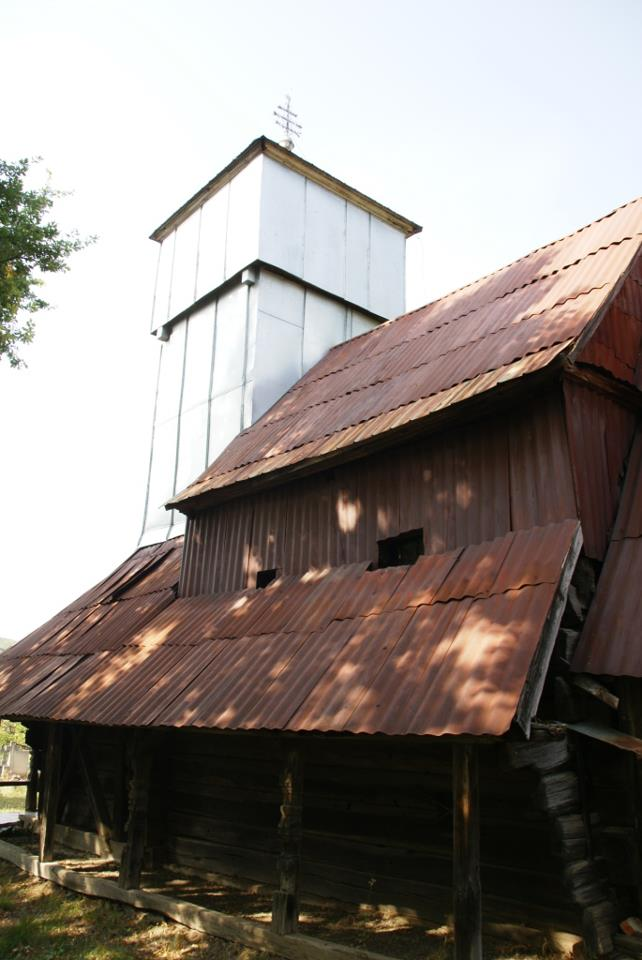
Лемківська церква в Руській Кучаві

Колись це була чудова лемківська церква з усіма ознаками лемківського стилю – високою вежею з бароковим завершенням над бабинцем, шатровими дахами над навою та вівтарем. Дотепер збереглася гарна галерея з різьбленими стовпчиками, що обходить з трьох сторін бабинець і наву (це характерна ознака закарпатських лемківських церков).
У 1778 році в селі була дерев’яна церква.
Теперішню церкву збудували в селі Руське в XVIII ст. (хоч переказують, що в Руське церкву теж звідкись привезли) і перевезли в Руську Кучаву в першій половині XIX ст. Можливо, саме тоді шатрові лемківські верхи закрили двосхилим дахом, і тепер тільки всередині нави та вівтаря видно шатрові стелі з заломами.
Пізніше сильна буря знесла барокову вер -хівку, яку більше не відновлювали, а вкрили вежу бляшаним чотирикутним наметом. У 1986 р. церкву оббито бляхою.
Нині споруда виглядає невтішно – повипадали різьблені стовпчики ґанку, дах над вівтарем підперто стовпами, колоди зрубу дуже попсуті часом і шкідниками. Якщо церква занепаде, то картина лемківського будівництва Закарпаття, і так дуже бідна, збідніє ще більше, а ми втратимо ще один дерев’яний шедевр.
Дерев’яна дзвіниця є типовою для сіл Мукачівщини – чотирикутна каркасна конструкція з дуба, вкрита чотирисхилим наметом. Два більші дзвони виготовила фірма “Акорд” у 1931 р. замість реквізованих у Першу світову війну. Очевидно, тоді ж для дзвонів зроблено дзвіницю. Найменший дзвін – стародавній, з написом “DOMINE VOX MEA INAURIBUS TUIS”

## Туристичні місця
- деревяний храм святого Архангела Михаїла .
- озера

## Населення
Згідно з переписом УРСР 1989 року чисельність наявного населення села становила 106 осіб, з яких 42 чоловіки та 64 жінки.
За переписом населення України 2001 року в селі мешкало 89 осіб. 100 % населення вказало своєю рідною мовою українську мову.